# Amalia Celia Figueredo
Amalia Celia Figueredo de Pietra (Rosario, 18 de febrero de 1895-Buenos Aires, 8 de octubre de 1985) fue una aviadora argentina, la primera mujer en pilotar un avión en Sudamérica en 1914 y una de las pioneras de la aviación mundial.

## Biografía
Nació en la ciudad de Rosario (Argentina) el 18 de febrero de 1895, hija de Honoria Pereyra y de Faustino Figueredo. A los cinco años su familia se trasladó a la ciudad de Buenos Aires. Allí cursó los estudios de obstetricia en la Facultad de Medicina de la Universidad de Buenos Aires y música en el Conservatorio Fontova.
En 1914, con 19 años, se mudó cerca del aeródromo de Villa Lugano, donde conoció al aviador y constructor de aeroplanos francés Paul Castaibert y a Jorge Newbery con quien efectuó su vuelo de bautismo.
Hasta esa fecha, entre 1909 y 1913 en Europa y América del Norte habían volado 23 aviadoras y 16 pilotos de globos aerostáticos. Recién el 8 de marzo de 1910 una mujer voló sola en avión obteniendo su brevet, la francesa Raymonde de Laroche.
Figueredo inició su instrucción con Castaibert en un avión construido por él, un monoplano Castaibert-Anzani 25 HP, que al tener una carlinga individual obligaba a aprender en tierra. Continuó su instrucción junto a Eduardo Alfredo Olivero y Emilio Saurvein pero ante la imposibilidad de volar sola, pasó a la escuela de pilotaje fundada por Pablo Teodoro Fels y el francés Marcelle Paillete en San Fernando (Buenos Aires), donde continuó con su aprendizaje con un biplano tipo escuela Henry Farman, modificado con motor Gnome de 50 HP en los talleres de Edmundo Marichal.
El 6 de septiembre de 1914 intentó un primer examen pero tuvo un accidente sin consecuencias. Según relataría años después, cuarenta y ocho horas antes le habían aflojado los tensores de su aparato, por lo que estando a unos sesenta o setenta metros de altura perdió el control al aflojarse los cables, consiguiendo descender lentamente y planear hasta llegar al suelo.
El 1 de octubre del mismo año rindió nuevamente ante los examinadores del Aeroclub Argentino, ingeniero Carlos Irmscher y Carlos Borcosque obteniendo el brevet de Piloto Aviador N.º 58 de la Federación Aeronáutica Internacional, expedido por el Aeroclub Argentino. Durante el examen tuvo que volar sobre la mesa de los examinadores y entre dos pilones a quince metros uno de otro, efectuar seguidamente cinco series de ochos entre los pilones, elevarse a 300 metros y descender desde allí con motor, aterrizando en el sitio prefijado. Después de cinco minutos de descanso debió elevarse nuevamente y repetir cinco series de ochos, ascender y luego descender sin motor, planeando, hasta aterrizar en el sitio indicado. La crónica periodística de la época relataba: «Dio comienzo a las 4:30 de la mañana, iniciando la examinada, sin dificultades, dos largas series de "ochos" con el Farman-Gnome 50 HP. Cumplida esta parte del examen, se elevó a una altura de 200 metros y, después de algunos virages interesantes, descendió en un largo vuelo planeado, que mereció aplausos de parte de los que presenciaban la prueba».
Realizó con posterioridad numerosas exhibiciones públicas en el antiguo Hipódromo Nacional de Belgrano, situado en Libertador entre Monroe y Udaondo, la Sportiva Argentina en Palermo y el aeródromo de Villa Lugano. Efectuó giras y exhibiciones en varios pueblos de las provincias de Córdoba y Santa Fe. En junio de 1915 voló en un Farman biplano biplaza con motor Gnome-Rome de 50 HP entre Buenos Aires y Rosario, ciudad donde en julio tuvo un accidente sin consecuencias. Tras volar a Casilda (Santa Fe) y San Nicolás de los Arroyos regresó a Buenos Aires. Se casó ese mismo año con Alejandro Carlos Pietra y finalmente dejó la aviación. 
En 1928 falleció su esposo quedando a cargo de sus dos hijos aún pequeños, Blanca Noemí y Rodolfo Carlos. Figueredo entró a trabajar en el Registro Civil de Belgrano, donde se jubilaría 30 años después. A los 38 años solicitó ante el Senado de la Nación Argentina una pensión graciable en mérito a los servicios prestados por su extinto esposo, la que le fue concedida por el término de cinco años. 
Nunca se alejó de la actividad aeronáutica. En ocasión de visitar su país aviadoras uruguayas, el 23 de noviembre de 1941, las acompañó en su regreso en un avión piloteado por Carola Lorenzini. De regreso, Lorenzini quiso continuar volando pero Amalia Figueredo prefirió descender por cansancio. Lorenzini volvió a despegar y al hacer un looping invertido a muy baja altura se estrelló y perdió la vida.
Falleció en la ciudad de Buenos Aires el 8 de octubre de 1985, a los 90 años de edad, siendo sepultada en el Panteón Militar del Cementerio de la Chacarita.

## Distinciones y reconocimientos
Durante su larga vida recibió numerosas distinciones nacionales e internacionales: presidenta del Aeroclub Femenino de la Argentina, fue designada socia honoraria del Círculo Militar de Aeronáutica (1952), Aviador Militar "Honoris Causa" (1964), Aviadora Civil Uruguaya (1968), "Orden del Mérito" con el grado de Gran Oficial (Brasil, 1968), título de Precursora de la Aeronáutica Argentina otorgado por la Fuerza Aérea Argentina (1970), Gran Medalla de Oro de la Asociación Vieilles Tiges (1971), Medalla de Plata por la Asociación Aeronáutica Argentina (1979) y Capitán de Reserva de la Fuerza Aérea Argentina (1983). 
El 29 de octubre de 1964 la Cámara de Senadores de la Nación le brindó un homenaje, y en esa ocasión, el presidente de la Cámara expresó: «La honorable Cámara termina de tributar homenaje merecido a la señora Amalia Figueredo de Pietra, que honra a la mujer argentina y es un ejemplo de heroicidad y patriotismo».
La Ley 18.559 del 21 de enero de 1970 le confirió el título de "Precursora de la Aeronáutica Argentina". El 16 de enero de 1972 se dio su nombre al aeródromo de Cosquín.

## Honores

### Nombres de mujer para nuevas calles urbanas
Durante el 2019, en el barrio de Palermo de la Ciudad Autónoma de Buenos Aires, al inaugurarse el Parque Ferroviario a partir de las obras de elevación del Ferrocarril General San Martín, surgió una arteria semipeatonal.
Las autoridades convocaron a la elección del nombre de la calle mediante una votación en la que intervinieron los habitantes, con el objetivo de seleccionar nombres a fin de resaltar la labor que destacadas mujeres tuvieron en la historia argentina. María Teresa Ferrari de Gaudino obtuvo el primer lugar, totalizando 4512 votos que erigieron al reconocimiento a la médica argentina nacida en 1887 y fallecida en 1956; Rebeca Gerschman la secundó con 4302 votos y Amalia Celia Figueredo ocupó el tercer lugar con 3661 votos.[cita requerida]

## Enlacesexternos
- Amalia Celia Figueredo de Pietra, la primera mujer piloto sudamericana de la historia
- Amalia Celia Figueredo de Pietra, famous Argentine aviator.
- Pioneros de la Aviación
- Amalia Celia Figueredo de Pietra (enlace roto disponible en Internet Archive; véase el historial, la primera versión y la última).
- Biplanos Tipo Henri Farman

- Datos: Q5671613